# Martwa natura z rybami
Martwa natura z rybami – akwarela polskiego malarza Leona Wyczółkowskiego z 1911 roku, znajdujący się w Galerii sztuki polskiej 1800-1945 Muzeum Śląskiego w Katowicach.
Malarz ma w swoim dorobku szereg martwych natur przedstawiających zastawione fragmenty stołu. Wybór narożnika nie jest przypadkowy, pozwalał na uzyskanie kontrastu tła z barwami warzyw, ryb i naczyń. Akwarela o wymiarach 68,5 × 99 cm powstała w 1911 roku. Z dedykacji znajdującej się na obrazie wywnioskować należy, iż stała się upominkiem dla Duszyńskich w 1915 roku. Muzeum Śląskie w Katowicach zakupiło obraz w Krakowie w 1930 roku od Mariana Duszyńskiego. Muzealny numer inwentarzowy: MŚK/SzM/508. Obraz jest sygnowany w prawym dolnym rogu: L Wyczół 1911.